# Дом Давида (сериал)
Дом Давида (англ. House of David) — американский исторический драматический сериал, созданный Amazon Prime Video. Сериал рассказывает историю израильского царя Давида и древневрейского царства. Главные роли исполняют Майкл Искандер, Айелет Зорер, Стивен Лэнг, Луис Феррейра и другие. Сериал создали Джон Эрвин и Джон Ганн (Верю в любовь), а продюсером выступил Джонатан Ллойд Уокер (Ван Хельсинг, Континуум). Производством сериала занимается Amazon MGM Studios. Съемки начались в Греции в 2024 году.
Первые три эпизода были выпущены на Prime Video 27 февраля 2025 года. Финальный 8 эпизод сезона вышел 3 апреля 2025 года.

## Сюжет
Сериал рассказывает историю восхождения Библейского царя Давида, который станет самым прославленным царем Израиля. По велению Бога молодой пастух Давид был помазан пророком Самуилом на царство. Пока ярость Саула растет, Давид познает любовь, насилие и политику при дворе человека, которого ему суждено заменить. Когда один царь падет, другой восстанет и станет основателем великого Дома Давида.

## В ролях
- Майкл Искандер — Давид, молодой пастух, будущий царь Израиля
- Али Сулейман — царь Саул, первый царь и основатель Израильского царства
- Айелет Зорер — царица Ахиноама
- Стивен Лэнг — Самуил, Библейский пророк, великий судья
- Луис Феррейра —  Иессей, отец Давида
- Итан Кай — Ионафан, старший сын царя Саула
- Инди Льюис — Мелхола, младшая дочь царя Саула
- Одед Фер — Авенир, брат Саула и его военачальник
- Мартин Форд — Голиаф, филистимлянский воин
- Нимо Хохенберг — Сила, Библейский апостол (правка: откуда Сила в Ветхом Завете? )
- Ашраф Бархом — Доик Идумеянин, слуга царя Саула
- Сэм Отто —  Исваил, младший сын царя Саула

## Список эпизодов[7]
| № | Название                   | Дата выхода     |
| - | -------------------------- | --------------- |
| 1 | A Shepherd and King        | 27 февраля 2025 |
| 2 | Deep Calls to Deep         | 27 февраля 2025 |
| 3 | The Anointing              | 27 февраля 2025 |
| 4 | The Song of Moses          | 6 марта 2025    |
| 5 | The Wolf and the Lion      | 13 марта 2025   |
| 6 | Giants Awakened            | 20 марта 2025   |
| 7 | David and Goliath - Part 1 | 27 марта 2025   |
| 8 | David and Goliath - Part 2 | 3 апреля 2025   |